# 1023
| Calendário gregoriano                                                        | 1023 MXXIII                                          |
| Ab urbe condita                                                              | 1776                                                 |
| Calendário arménio                                                           | 472 – 473                                            |
| Calendário bahá'í                                                            | -821 – -820                                          |
| Calendário budista                                                           | 1567                                                 |
| Calendário chinês                                                            | 3719 – 3720 Início a 25 de janeiro (aproximadamente) |
| Calendário copta                                                             | 739 – 740                                            |
| Calendário etíope                                                            | 1015 – 1016                                          |
| Calendários hindus - Vikram Samvat - Calendário nacional indiano - Cáli Iuga | 1078 – 1079 944 – 945 4123 – 4124                    |
| Calendário Holoceno                                                          | 11023                                                |
| Calendário islâmico                                                          | 414 – 415                                            |
| Calendário judaico                                                           | 4783 – 4784                                          |
| Calendário persa                                                             | 401 – 402                                            |
| Calendário rúnico                                                            | 1273                                                 |
| Calendário solar tailandês                                                   | 1566                                                 |

1023 (MXXIII, na numeração romana) foi um ano comum do século XI do Calendário Juliano, da Era de Cristo, e a sua letra dominical foi F (52 semanas), teve início a uma terça-feira e terminou também a uma terça-feira.
No território que viria a ser o reino de Portugal estava em vigor a Era de César que já contava 1061 anos.
| Ano completo                       |
| ---------------------------------- |
| Ano comum com início à terça-feira |

## Eventos
- Abade I é nomeado emir de Sevilha.
  - Abderramão V é nomeado califa de Córdova.
    - Maomé III é nomeado califa de Córdova no mesmo ano estendendo-se o califado até 1025.

.

## Nascimentos
- Raimundo Berengário I de Barcelona (m. 1076).